# Grand Prix de Denain 1991
Il Grand Prix de Denain 1991, trentatreesima edizione della corsa, si svolse l'11 aprile su un percorso con partenza e arrivo a Denain. Fu vinto dal francese Frédéric Moncassin della Castorama-Raleigh, che bissò il successo dell'anno precedente, davanti all'olandese Martin Schalkers e al francese Thierry Laurent.

## Ordine d'arrivo (Top 10)
| Pos. | Corridore             | Squadra                 | Tempo |
| ---- | --------------------- | ----------------------- | ----- |
| 1    | Frédéric Moncassin    | Castorama-Raleigh       |       |
| 2    | Martin Schalkers      | TVM-Sanyo               |       |
| 3    | Thierry Laurent       | R.M.O.                  |       |
| 4    | Gino Van Hooydonck    | Buckler                 |       |
| 5    | Christophe Lavainne   | Castorama-Raleigh       |       |
| 6    | Marco van der Hulst   | Buckler                 |       |
| 7    | Marnix Lameire        | SEFB-Saxon-Gan          |       |
| 8    | Marc Dierickx         | Weinmann-Eddy Merckx    |       |
| 9    | Roger Van Den Bossche | La William-Saltos-Duvel |       |
| 10   | Jörg Müller           | TVM-Sanyo               |       |